# ینیک گرین
ینیک گرین (دانمارکی: Jannick Green؛ زادهٔ ۲۹ سپتامبر ۱۹۸۸) بازیکن هندبال اهل دانمارک است.